# Elecciones regionales de Valparaíso de 2024
Las elecciones regionales de Valparaíso de 2024 se realizaron los días 26 y 27 de octubre de dicho año, así como en todo Chile, para elegir al gobernador y a los consejeros regionales, quienes son responsables de la administración a nivel regional.

## Sistema electoral

### Gobernador
El gobernador regional es elegido por sufragio universal, en un sistema de segunda vuelta. El margen para resultar electo en la primera ronda de votación es un 40% de los votos válidamente emitidos. Si ninguna candidatura logra el 40% de los votos válidamente emitidos, hay una segunda vuelta entre las dos más votadas.
Dura cuatro años en el ejercicio de sus funciones y puede ser reelegido como máximo en una ocasión.

### Consejeros regionales
Los consejeros regionales son elegidos mediante representación proporcional. Cada una de las provincias que componen la región elegirán sus propios consejeros. Se divide en nueve circunscripciones provinciales; Isla de Pascua, Los Andes, Marga Marga, Petorca, Quillota, San Antonio, San Felipe, Valparaíso 1 (Puchuncaví, Quintero, Concón y Viña del Mar) y Valparaíso 2 (Juan Fernández, Valparaíso y Casablanca). Es la segunda región más poblada, solo por detrás de la Región Metropolitana.
| Circunscripción provincial | Número de consejeros |
| -------------------------- | -------------------- |
| Isla de Pascua             | 2                    |
| Los Andes                  | 2                    |
| Marga Marga                | 4                    |
| Petorca                    | 2                    |
| Quillota                   | 3                    |
| San Antonio                | 3                    |
| San Felipe                 | 3                    |
| Valparaiso I               | 5                    |
| Valparaiso II              | 4                    |
| TOTAL                      | 28                   |

## Candidatos a gobernador
El Servicio Electoral publicó las candidaturas a gobernador y consejeros que fueron aceptadas y rechazadas el 1 de julio de 2024. A continuación se muestran los candidatos a gobernador por la Región de Valparaíso y sus respectivos apoyos:
| Candidato/a | Candidato/a         | Partido | Pacto                                     | Apoyos |
| ----------- | ------------------- | ------- | ----------------------------------------- | --- |
|             | Manuel Millones     | Ind.    | Partido Social Cristiano e Independientes | Apoyo total: - Partido Social Cristiano                                                                              |
|             | María José Hoffmann | UDI     | Chile Vamos                               | Apoyo total: - Renovación Nacional - Unión Demócrata Independiente - Evolución Política                              |
|             | Octavio González    | Ind.    | Izquierda Ecologista Popular              | Apoyo total: - Partido Popular - Partido Igualdad - Partido Humanista                                                |
|             | Francesco Venezian  | Ind.    | Republicanos e Independientes             | Apoyo total: - Partido Republicano                                                                                   |
|             | Felipe Ríos         | Ind.    | Regiones Verdes Liberales                 | Apoyo total: - Federación Regionalista Verde Social - Partido Liberal                                                |
|             | Rodrigo Mundaca     | Ind.    | Por Chile y sus Regiones                  | Apoyo total: - Frente Amplio - Partido Comunista - Partido Socialista - Partido por la Democracia - Acción Humanista |

## Encuestas

### Gobernador regional

#### 1.ª Vuelta
| Encuesta            | Fecha                    | Manuel Millones Ind-PSC | María José Hoffmann UDI | Octavio González Ind-PP | Francesco Venezian PRep | Felipe Ríos Ind-PL | Rodrigo Mundaca Ind-FA | NS/NR |
| ------------------- | ------------------------ | ----------------------- | ----------------------- | ----------------------- | ----------------------- | ------------------ | ---------------------- | ----- |
| Encuesta            | Fecha                    |                         |                         |                         |                         |                    |                        | NS/NR |
| Signos              | 24 de agosto de 2024     | 10,8%                   | 13,7%                   | 5,3%                    | 10,1%                   | 8,6%               | 23,4%                  | 28,1% |
| Panel Ciudadano UDD | 22 de agosto de 2024     | 5%                      | 14%                     | 2%                      | 14%                     | 2%                 | 31%                    | 32%   |
| Panel Ciudadano UDD | 26 de septiembre de 2024 | 7%                      | 10%                     | 3%                      | 15%                     | 2%                 | 30%                    | 33%   |

#### Antes de la Inscripción
| Encuesta | Fecha               | Rodrigo Mundaca Ind-FA | Mauricio Viñambres PS | Manuel Millones Ind-UDI | Luis Pardo RN | Francesco Venezian PRep | María José Hoffmann UDI | NS/NR |
| -------- | ------------------- | ---------------------- | --------------------- | ----------------------- | ------------- | ----------------------- | ----------------------- | ----- |
| Encuesta | Fecha               |                        |                       |                         |               |                         |                         | NS/NR |
| Signos   | 13 de abril de 2024 | 31,2%                  | 10,3%                 | 23,8%                   | 19,7%         | -                       | -                       | 15%   |
| Signos   | 7 de mayo de 2024   | 26,8%                  | 10,8%                 | 15,2%                   | 8,9%          | 18,2%                   | -                       | 20,1% |
| Signos   | 20 de mayo de 2024  | 28,3%                  | 8,6%                  | 14,1%                   | 10,6%         | 13,4%                   | 5,3%                    | 19,7% |

## Resultados

### Gobernador

#### Primera vuelta
|  | 7.53 % |

|  | 11.08 % |

|  | 9.65 % |

|  | 33.94 % |

|  | 16.16 % |

|  | 21.64 % |

|  | 80.40 % |

|  | 12,06 % |

|  | 7,54 % |

|  | 100,00 % |

|  | 84,89 % |

#### Segunda vuelta
|  | 62.51 % |

|  | 37.49 % |

|  | 88.73 % |

|  | 8,27 % |

|  | 2,99 % |

|  | 100,00 % |

|  | 83,11 % |

### Consejeros electos
| Circunscripción | Candidato                           | Pacto                           | Partido      | Votos  | %      |
| --------------- | ----------------------------------- | ------------------------------- | ------------ | ------ | ------ |
| Isla de Pascua  | Francisco Haoa Hotus                | Lo Mejor Para Chile             | Ind./PS      | 870    | 19,71% |
| Isla de Pascua  | Sabrina Tuki Pont                   | Chile Vamos Evópoli             | Ind./Evópoli | 1371   | 31,07% |
| Los Andes       | Edith Quiroz Ortíz                  | Chile Vamos Renovación Nacional | RN           | 17 239 | 25,10% |
| Los Andes       | María Victoria Rodríguez Herrera    | Regiones Verdes Liberales       | Ind./FRVS    | 14 237 | 20,73% |
| Marga Marga     | Emmanuel Olfos Vargas               | Chile Vamos Renovación Nacional | Ind./RN      | 11 651 | 5,94%  |
| Marga Marga     | María Elena Rubilar Muñoz           | Frente Amplio                   | FA           | 11 283 | 5,75%  |
| Marga Marga     | Elsa Bueno Cortés                   | Republicanos                    | REP          | 19 866 | 10,12% |
| Marga Marga     | Cristián Fuentes Duque              | Republicanos                    | REP          | 16 002 | 8,15%  |
| Petorca         | Juan Ibacache Ibacache              | Chile Vamos Renovación Nacional | RN           | 9554   | 17,19% |
| Petorca         | Cristián Pinilla Ibacache           | Republicanos                    | REP          | 7546   | 13,58% |
| Quillota        | Giselle Ahumada Espina              | Todas y Todos por Chile         | Ind./PCCh    | 7898   | 6,71%  |
| Quillota        | Lautaro Correa Castillo             | Lo Mejor Para Chile             | PS           | 12 320 | 10,46% |
| Quillota        | Felipe Córdoba Araya                | Republicanos                    | REP          | 9213   | 7,82%  |
| San Antonio     | Paola Zamorano Arratia              | Chile Vamos Renovación Nacional | RN           | 8493   | 7,58%  |
| San Antonio     | Romy Farías Caballero               | Por un Chile Mejor              | DC           | 13 285 | 11,85% |
| San Antonio     | Mauricio López Castillo             | Republicanos                    | REP          | 14 399 | 12,85% |
| San Felipe      | Rodolfo Silva González              | Chile Vamos Renovación Nacional | Ind./RN      | 15 021 | 17,01% |
| San Felipe      | Maricel Alejandra Martínez Vicencio | Lo Mejor Para Chile             | PPD          | 7478   | 8,47%  |
| San Felipe      | Fernando Astorga Terraza            | Republicanos                    | REP          | 14 274 | 16,16% |
| Valparaíso I    | Marcela Varas Fuentes               | Lo Mejor Para Chile             | PPD          | 11 709 | 4,74%  |
| Valparaíso I    | Tania Valenzuela Rossi              | Frente Amplio                   | FA           | 19 588 | 7,92%  |
| Valparaíso I    | Osvaldo Urrutia Soto                | Chile Vamos UDI                 | UDI          | 19 101 | 7,73%  |
| Valparaíso I    | Javier Venegas Muñoz                | Republicanos                    | REP          | 17 384 | 7,03%  |
| Valparaíso I    | Catalina Thauby Krebs               | Republicanos                    | REP          | 15 855 | 6,41%  |
| Valparaíso II   | Omar Gabriel Valdivia Álvarez       | Lo Mejor Para Chile             | PPD          | 6547   | 3,80%  |
| Valparaíso II   | Paula Rosso Montenegro              | Frente Amplio                   | FA           | 9818   | 5,70%  |
| Valparaíso II   | José Luis Miranda Muñoz             | Republicanos                    | REP          | 12 999 | 7,54%  |
| Valparaíso II   | Paulina Yáñez Gula                  | Republicanos                    | REP          | 15 095 | 8,76%  |